# Antonio Lotti
Antonio Lotti (Venecia, 5 de enero de 1667 – Venecia, 5 de enero de 1740) fue un compositor italiano del Barroco tardío.

## Biografía
Antonio Lotti nació en Venecia. Después de estudiar con Giovanni Legrenzi, hizo su carrera musical en la basílica de San Marcos, primero como cantante, luego como asistente del segundo organista; desde 1704 como segundo organista, y finalmente como maestro de capilla en 1736, cargo que mantuvo hasta su muerte. 
Estuvo casado con Santa Stella, notable soprano de la época.
Entre 1717 y 1719 visitó Dresde, donde fueron representadas varias de sus óperas.

## Obra
Lotti escribió en una amplia variedad de formas musicales, incluyendo misas, cantatas, madrigales, alrededor de treinta óperas y música instrumental. Su música sacra coral es a menudo a capela. 
Su obra se consideran un "puente" entre la música barroca y el periodo clásico.
Fue además de compositor pedagogo, contándose entre sus alumnos a Domenico Alberti, Benedetto Marcello, Giovanni Battista Pescetti, Baldassare Galuppi y Jan Dismas Zelenka.